# Inanición
La inanición  es una grave reducción en los nutrientes, vitaminas e ingesta de energía. Es la forma más extrema de malnutrición, consecuencia de la prolongada insuficiencia de alimentos. Se caracteriza por pérdida extrema de peso, disminución de la tasa metabólica y debilidad extrema.
Quienes padecen de inanición pueden sufrir severos daños en los órganos y finalmente la muerte, por insuficiencia alimentaria.
Se aplica también en sentido metafórico al referirse a instituciones, corporaciones, organizaciones políticas, sociales, etc.
Los casos de inanición pueden presentarse también en relación con la ortorexia, anorexia, vigorexia y bulimias.
En otro sentido semántico, la inanición también puede ser causada por motivos que no deriven de la nutrición. Por ejemplo: por falta de sueño.